# Zhansaya Abdumalik
Zhansaya Abdumalik est une joueuse d'échecs kazakh née le 12 janvier 2000 à Almaty. Maître international en 2017, elle a remporté le championnat du monde d'échecs junior la même année et obtenu le titre de grand maître international en 2021.
Au 1er janvier 2022, elle est la 15e joueuse mondiale et est classée sixième parmi tous les joueurs kazakhs (hommes et femmes) avec un classement Elo de 2 491 points.

## Palmarès
Zhansaya Abdumalik a remporté le championnat du monde d'échecs de la jeunesse dans les catégories moins de huit ans (en 2008) et moins de douze ans (en 2011). En 2013, elle finit deuxième du championnat du monde d'échecs junior féminin (moins de vingt ans). Deux ans plus tard, elle remporta la médaille de bronze (troisième) lors du championnat du monde junior féminin de 2015.
En janvier 2016, elle finit première de l'open international (mixte) de Prague avec huit points sur neuf.
En décembre 2016, elle remporte le mémorial Krystyna Hołuj-Radzikowska à Varsovie,.
Elle finit 2e-7e ex æquo du World Open de Philadelphie en 2017.
En novembre 2018, lors du Championnat du monde d'échecs féminin disputé à Khanty-Mansiïsk, elle bat l'Indienne Padmini Rout au premier tour, puis la Chinoise Zhao Xue au deuxième tour (seizième de finale) et la Polonaise Jolanta Zawadzka au troisième tour (huitième de finale). Elle est battue par l'Ukrainienne Mariya Mouzytchouk en quart de finale.
En 2020, elle remporte le championnat féminin du Kazakhstan.
En juin 2021, elle remporta le Grand Prix FIDE féminin de Gibraltar et termine quatrième du classement général Grand Prix féminin 2019-2021 avec seulement deux tournois disputés. Pendant ce tournoi, elle atteint un classement Elo de 2 500 points, qui lui permet d'obtenir le titre de grand maître international en 2021.
En juillet 2021, elle participe à la Coupe du monde d'échecs féminine 2021 et est battue au deuxième tour par la Kazakhe Bibisara Assaubayeva après avoir été exemptée de match au premier tour.

## Compétitions par équipe
Zhansaya Abdumalik a participé avec l'équipe du Kazakhstan aux olympiades féminines de 2014 (au 3e échiquier) et 2016 (au 1er échiquier) ainsi qu'aux championnats du monde féminins par équipe de 2013 et 2015 (au 1er échiquier).